# Rolf-Hans Müller Preis für Filmmusik
Der Rolf-Hans Müller Preis für Filmmusik wurde von 1992 bis 2024 auf dem Fernsehfilm-Festival Baden-Baden an junge Filmmusik-Komponisten verliehen, zunächst alle zwei Jahre. Ab 2022 wurde der mit 5.000 Euro dotierte Preis im Rahmen der in Televisionale – Film- und Serienfestival Baden-Baden umbenannten Veranstaltung jährlich vergeben. Er wurde durch den Südwestrundfunk ausgeschrieben, über die Preisvergabe entschied eine unabhängige Jury. Initiatoren waren der damalige SWF und Ritha Müller-Davar, die Witwe Rolf-Hans Müllers. Das Preisgeld brachten je zur Hälfte die Rolf-Hans Müller Stiftung und die MFG Filmförderung Baden-Württemberg auf. Prämiert wurden Werke aus dem deutschsprachigen Raum und aus den Genres Fernsehfilm, Fernsehserie und Dokudrama.
Im Zuge des Wechsels der Televisionale nach Weimar wurde der Rolf-Hans Müller Preis für Filmmusik 2025 eingestellt.

## Preisträger und Nominierte
- 1992: Nikolaus Glowna für Ein anderer Liebhaber
- 1994: Frank Loef für Frohes Fest, Lucie
- 1996: Ralf Wienrich für Das Leben danach
- 1998: Jörg Lemberg für Der Tunnel
- 2000: Johannes Kobilke für Mein Leben gehört mir und Eine Handvoll Glück
- 2002: Florian Appl für Berlin is in Germany
- 2004: Karim Sebastian Elias für Die Rosenzüchterin
- 2006: Marco Hertenstein für Knef – Die frühen Jahre
- 2008: Natalia Dittrich für Hände weg von Mississippi
- 2010: Rainer Bartesch für Erntedank. Ein Allgäukrimi[3]
- 2012: Daniel Sus für Sommer auf dem Land
- 2014: Martina Eisenreich für Be my Baby[4]
- 2016: Christoph M. Kaiser und Julian Maas für Der Staat gegen Fritz Bauer
- 2018: Richard Ruzicka für Polizeiruf 110: Nachtdienst[5]

Die für 2020 vorgesehene Preisverleihung wurde auf 2021 verschoben.
- 2021: Michael Künstle[6] für Jagdzeit

- 2022: Fabian Zeidler für The Ordinaries[7]
  - außerdem nominiert:[8]
    - Lucas Ezequiel Zavala für Tatort: Katz und Maus
    - Kangding Ray für Wann kommst Du meine Wunden küssen?

- 2023: Marvin Miller für Das Märchen vom Frosch und der goldenen Kugel[9]
  - außerdem nominiert:[10]
    - Chiara Strickland für Stumm vor Schreck
    - Leonard Küßner für Anselm – Das Rauschen der Zeit

- 2024: Mirjam Skal für Tatort: Von Affen und Menschen[11]